# Calliopsis unca
Calliopsis unca är en biart som beskrevs av Shinn 1967. Calliopsis unca ingår i släktet Calliopsis och familjen grävbin. Inga underarter finns listade.